# Илюшин-Эдельман, Илья Израилевич
Илья Израилевич Илюшин-Эдельман (1897—1974) — заместитель начальника 5-го Управления МГБ СССР, генерал-майор (1945).

## Биография
Родился в еврейской семье столяра. В 1912 закончил 2-классное ремесленное училище в Киеве, с июня 1912 ученик-обойщик матрасной мастерской, с июня 1914 до сентября 1916 счетовод склада железа торгового дома «Бух и Рахштейн». В 1916, вероятно уклоняясь от призыва в армию, уехал в Тифлис, где с ноября 1916 работал счетоводом строительной конторы «Инженер». В июле 1917 вернулся в Киев, на испытании в военном госпитале, с сентября 1917 опять счетовод склада железа. С февраля 1918 не работал, жил на иждивении сестёр.
В органах внутренних дел госбезопасности с февраля 1919. Член коммунистической партии с 1919 (по другим данным с декабря 1929). Машинист-делопроизводитель, с сентября 1919 делопроизводитель-информатор Киевской ГубЧК, с мая 1920 начальник регистрационно-статистического отдела Харьковской ГубЧК, с сентября 1920 заведующий регистрационно-статистической частью — секретарь Секретно-оперативной части Полпредства ВЧК на Правобережье Украины, в Киеве, с февраля 1922 начальник отделения Полпредства ГПУ на Правобережье Украины, с 1924 уполномоченный, затем старший уполномоченный, с 1925 заместитель начальника учетно-осведомительного отделения Киевского губернского — окружного отдела ГПУ, одновременно учился на юридическом факультете Института народного хозяйства в Киеве, который окончил в 1928. С января 1929 начальник учётно-осведомительного отделения Днепропетровского окружного отдела ГПУ, с октября 1930 начальник Секретного отдела 4-го сектора в Днепропетровске ГПУ Украинской ССР, с июня 1931 начальник Секретно-политического отдела 8-го сектора (Полтава или Сумы) ГПУ Украинской ССР, с сентября 1931 начальник отделения СПО ПП ОГПУ Украинской ССР, с февраля 1934 начальник СПО Киевского облотдела ГПУ — УНКВД, с 22 июля 1935 заместитель начальника Каменец-Подольского окружного отдела НКВД.
С 8 июня 1936 работал в центральном аппарате НКВД, помощник начальника 3-го отделения, затем заместитель начальника 6-го отделения СПО ГУГБ НКВД СССР до 1 июня 1937. Начальник 13-го отделения 4-го (секретно-политического) отдела ГУГБ НКВД СССР (1-го Управления (госбезопасности) НКВД СССР) по сентябрь 1938. Начальник 3-го отделения, помощник начальника 2-го (секретно-политического) отдела ГУГБ НКВД СССР с октября 1938 до 1 января 1940. Заместитель начальника 2-го отдела ГУГБ НКВД СССР до 27 февраля 1941. Начальник 6-го отдела 3-го Управления НКГБ СССР до 13 августа 1941. Заместитель начальника 3-го Управления НКВД СССР с августа 1941 до 16 мая 1943. Начальник 2-го отдела 2-го Управления НКГБ — МГБ СССР до 15 июня 1946, также заместитель начальника 2-го Управления НКГБ — МГБ СССР с 20 мая 1943 до 15 июня 1946. Заместитель начальника 5-го Управления МГБ СССР с 7 августа 1946 до 27 марта 1950.
Приказом МГБ СССР № 1430 от 27 марта 1950 уволен в запас по состоянию здоровья. С апреля 1950 на пенсии. 13 февраля 1953 арестован, обвинялся по ст. 58-1 «б», 58-7, 58-10 ч.2 и 58-11 УК РСФСР. Постановлением Следственной части по особо важным делам МВД СССР от 4 июля 1953 следствие прекращено за отсутствием состава преступления, из-под стражи освобождён. В дальнейшем проживал в Москве.

### Звания
- Старший лейтенант ГБ (23 марта 1936);
- Майор ГБ (25 апреля 1939), произведён, минуя звание капитана ГБ;
- Комиссар ГБ (14 февраля 1943);
- Генерал-майор (9 июля 1945).

### Награды
- орден Ленина (21 февраля 1945);
- орден Красного Знамени (3 ноября 1944);
- 2 ордена Красной Звезды (26 апреля 1940, сентябрь 1945);
- орден «Знак Почёта» (20 сентября 1943 г.);
- нагрудный знак «Почётный работник ВЧК-ГПУ (XV)» (20 декабря 1932);
- 9 медалей.